# Nora Istrefi
Nora Istrefi, född 25 mars 1986 i Pristina i Jugoslavien i nuvarande Kosovo, är en albansk popsångerska. 

## Biografi
Istrefis musikaliska karriär inleddes år 2003 då hon framträdde på Radio Televizioni i Kosovës, och två år senare, år 2005, släpptes hennes debutalbum Ëngjëll (ängel). År 2006 slutade hon trea i musiktävlingen Top Fest med låten "Nuk mundem". Istrefi har släppt flera hitsinglar, som "Dy shokë" (2010), "Une e di" (feat. Ermal Fejzullahu 2011) och "As ni zo" (feat. Mc Kresha 2011). År 2010 ställde hon upp i Kënga Magjike 12 tillsammans med Lindita Halimi och Big D. De deltog med låten "All Mine", men tog sig inte till finalen sedan de diskvalificerats. I februari år 2012 släppte hon musikvideon till singeln "S'ki me ik". I juli 2012 släppte hon tillsammans med Bim Bimma och Zzap & Chriss låten "Gangsta".
Sommaren 2013 släppte Istrefi låten "Le Mama" tillsammans med sångaren Gena. Låten anklagades för att delvis vara ett plagiat av låten "Assou Mama". I november 2013 deltog Istrefi i Kënga Magjike 15 med låten "I jemi je" som producerats av Aida Baraku och Armend Rexhepagiqi. Hon tog sig vidare till tävlingens semifinal. Istrefi hade inför tävlingen försonats med tävlingens ledare, Ardit Gjebrea, som efter regelbrott år 2010 hade diskvalificerat Istrefi och förbjudit henne från tävlan de kommande 10 åren.

## Privatliv
Istrefi är dotter till den kosovoalbanska sångerskan Suzana Tahirsylaj, som var en framgångsrik sångerska på 1980- och 1990-talet. Hennes far var Nezir Istrefi, en kameraman som avled 2004. Istrefi har två systrar: Nita Istrefi, som är stylist, och Era Istrefi som är en av Kosovos och Albaniens mest framgångsrika sångerskor. Nora Istrefi är sedan september 2014 gift med Robert Berisha. Våren 2015 fick makarna dottern Rene.

## Diskografi

### Studioalbum
- 2005 - Engjëll
- 2006 - Opium
- 2008 - Another World